# Стивенсон-Гуднайт, Рози
Рози Стивенсон-Гуднайт (англ. Rosie Stephenson-Goodknight) — редактор английской Википедии под ником Rosiestep, обладательница премии «Википедист года» в 2016 году.
Известна своей деятельностью по устранению гендерного разрыва в Википедии, для чего она запустила проект по увеличению количества и качества женских биографий.

## Ранние годы и образование
Рози Стивенсон-Гуднайт имеет сербское происхождение, приходится внучкой Полине Лебл-Альбале, феминистке, которая была президентом Университета женщин Югославии. Дэвид Альбала, дед Рози, был врачом и сионистским лидером, некоторое время занимал пост президента белградской общины сефардов.
С ранних лет Рози проявляла интерес к мировой культуре, но отец отговорил её от карьеры антрополога, и она получила степень магистра делового администрирования.

## Редактирование Википедии

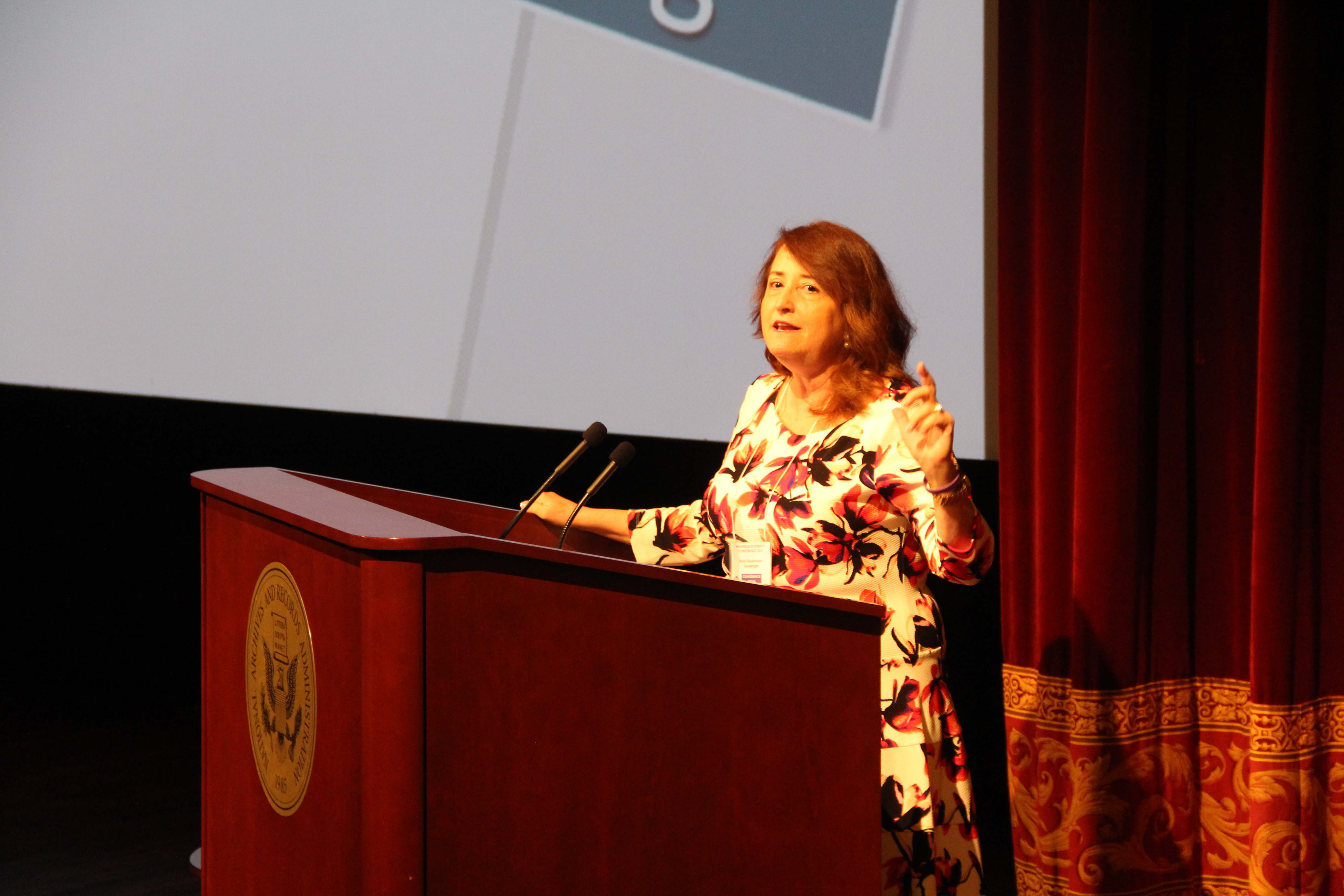
Стивенсон-Гуднайт на конференции по разнообразию Викимедиа 2016 года в Вашингтоне, округ Колумбия

Стивенсон-Гуднайт начала редактировать Википедию в 2007 году. Впервые узнав о проекте от сына, Рози обнаружила, что некоторые темы не покрыты статьями Википедии, и начала редактировать её. Рози утверждает, что образцом[уточнить] ей послужила Маргарет Мид.

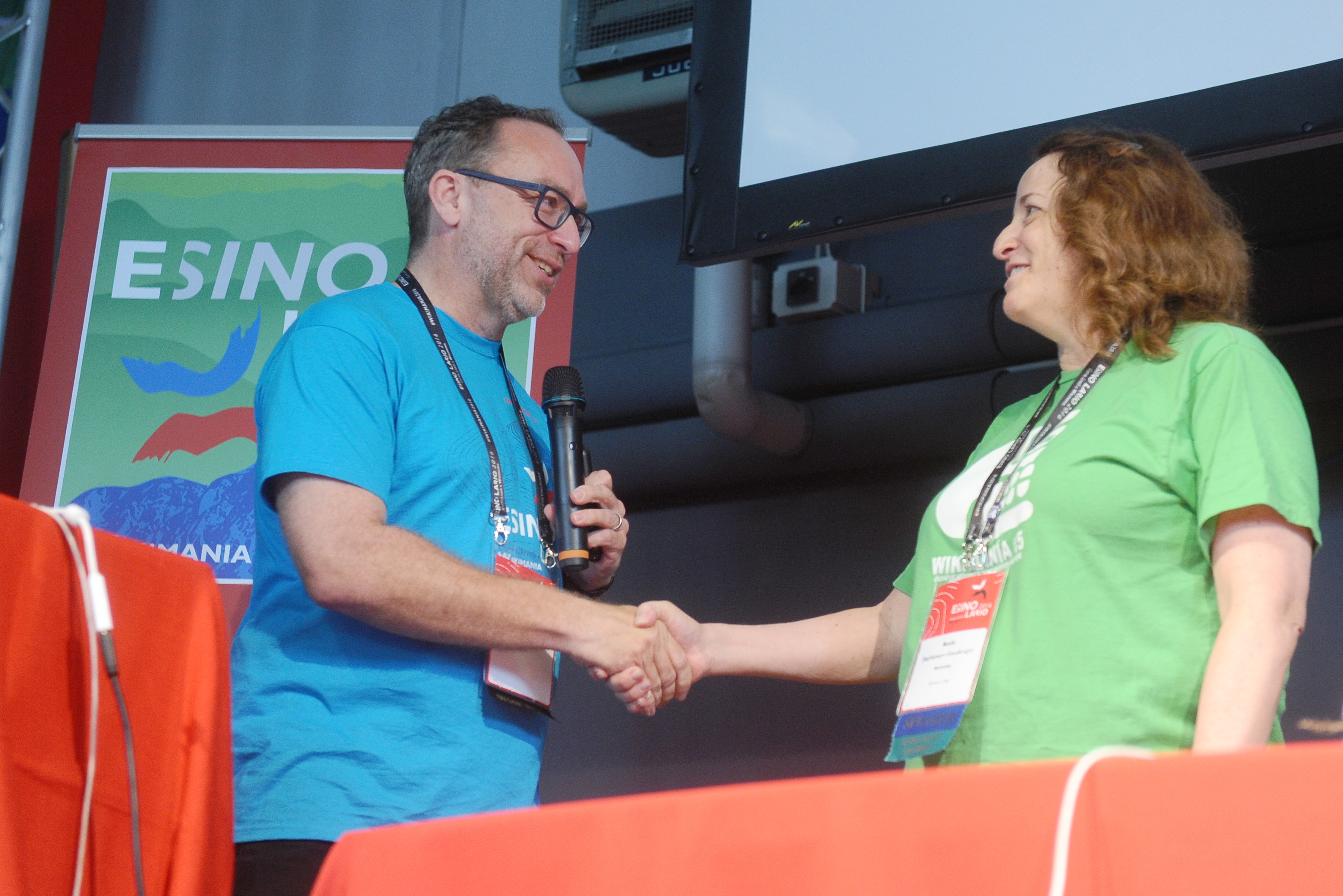
Стивенсон-Гуднайт на Викимании 2016 с основателем Википедии Джимми Уэльсом

Стивенсон-Гуднайт несколько лет работала над созданием статей по географии, архитектуре, о различных персонах, но позднее сосредоточилась на женских биографиях.
Она также стала соучредителем тематических вики-проектов: WikiProject Women, WikiProject Women writers и Women in Red.
К 2013 году её деятельность получила освещение в британской газете Huffington Post в связи с тем, что она написала более 3000 статей для Википедии, и в то же время отмечался другой «юбилей»: в разделе «Знаете ли вы?», расположенном на заглавной странице, появилось более 1000 статей. На 2016 год Стивенсон-Гуднайт создала более 4000 новых статей и совершила более 100 000 правок.
В 2016 году ей и другому редактору-женщине, Эмили Темпл-Вуд, была вручена премия «Википедист года», присуждаемая основателем Википедии Джимми Уэйлсом в знак признания выдающихся достижений. Во время награждения было отмечено, что факты из более чем 1300 статей, созданных Рози Стивенсон-Гуднайт, появились в разделе «Знаете ли вы?».
Стивенсон-Гуднайт считает, что можно найти источники для написания более основательных биографий, если быть достаточно усердным в поисках. Она также предполагает, что женщины могут внести большой вклад в Википедию, объяснив: «Википедии нужны вы, женщина-редактор, с вашими уникальными способностями, интересами и манерой обсуждения. Без вас в Википедии сохранится гендерный дисбаланс и системное отклонение».

## Награды и почести

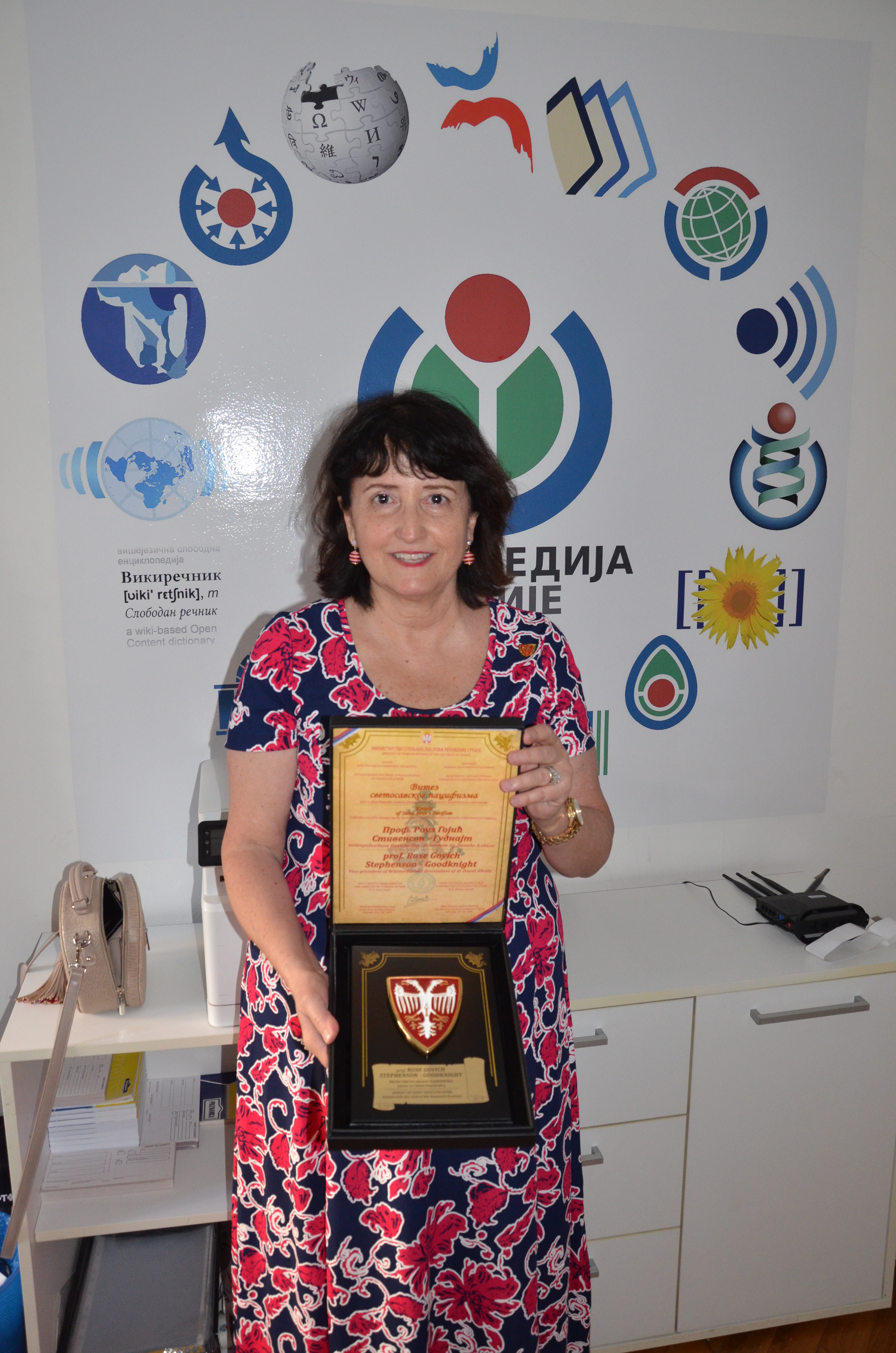
С орденом дипломатического пацифизма Святого Саввы, май 2018

В 2018 году Стивенсон-Гуднайт стала «Дамой Ордена дипломатического пацифизма Святого Саввы» (Vitez svetosavskog pacifizma) с формулировкой «за работу в Википедии по сохранению памяти сербов в „столетие после Великой войны“». На вручении было особо упомянуто о вкладе Рози Стивенсон-Гуднайт в сохранение памяти о сербском военном офицере и лидере еврейской общины, её деде Давиде Альбале.

## Личная жизнь
Стивенсон-Гуднайт работает в Лас-Вегасе бизнес-администратором в медицинской компании и владеет жильём в этом городе и в Невада-Сити, штат Калифорния.

## Комментарии
1. ↑  Не считая страниц-перенаправлений: Pages Created. WMFlabs. Дата обращения: 8 июля 2016. Архивировано 12 февраля 2017 года.